# Alejandro Lanari
Alejandro Fabio Lanari (ur. 2 maja 1960 w Buenos Aires) – argentyński piłkarz, grający podczas kariery na pozycji bramkarza.

## Kariera klubowa
Alejandro Lanari rozpoczął karierę w drugoligowym stołecznym Deportivo Italiano w 1980. W 1986 Deportivo wygrało rozgrywki drugiej ligi i po raz pierwszy w swojej historii awansowało do argentyńskiej ekstraklasy. Nie dane było mu jednego było zadebiutować w Deportivo w pierwszej lidze, gdyż odszedł do Rosario Central. Już swoim premierowym sezonie w Rosario zdobył z nim mistrzostwo Argentyny.
Latem 1991 Lanari przeszedł do meksykańskiego Tigres UANL. W lidze meksykańskiej zadebiutował 14 września 1991 w zremisowanym 1-1 meczu z Puebla FC. 3 kwietnia 1994 w przegranym 1-2 meczu z Necaxą po raz ostatni wystąpił w lidze meksykańskiej. 
Ogółem w lidze meksykańskiej Lanari rozegrał 72 mecze.
Po powrocie do Argentyny został zawodnikiem Racingu Club. W latach 1995–1997 był zawodnikiem stołecznego Argentinos Juniors, z którym spadł do drugiej ligi. W Argentinos pożegnał się z ligą argentyńską, w której w latach 1986–1996 rozegrał 188 meczów. W 1997 przeszedł do Boca Juniors, w którym rok później zakończył karierę nie rozegrawszy w nim żadnego meczu.
| Sezon   | Klub                            | Kraj      | Rozgrywki          | Mecze | Bramki |
| ------- | ------------------------------- | --------- | ------------------ | ----- | ------ |
| 1980    | Deportivo Italiano Buenos Aires | Argentyna | Primera División B | ?     | 0      |
| 1981    | Deportivo Italiano Buenos Aires | Argentyna | Primera División B | ?     | 0      |
| 1982    | Deportivo Italiano Buenos Aires | Argentyna | Primera División B | ?     | 0      |
| 1983    | Deportivo Italiano Buenos Aires | Argentyna | Primera División B | ?     | 0      |
| 1984    | Deportivo Italiano Buenos Aires | Argentyna | Primera División B | ?     | 0      |
| 1985    | Deportivo Italiano Buenos Aires | Argentyna | Primera División B | ?     | 0      |
| 1985/86 | Deportivo Italiano Buenos Aires | Argentyna | Primera División B | ?     | 0      |
| 1986/87 | Rosario Central                 | Argentyna | Primera División   | 23    | 0      |
| 1987/88 | Rosario Central                 | Argentyna | Primera División   | 33    | 0      |
| 1988/89 | Rosario Central                 | Argentyna | Primera División   | 34    | 0      |
| 1989/90 | Rosario Central                 | Argentyna | Primera División   | 38    | 0      |
| 1990/91 | Rosario Central                 | Argentyna | Primera División   | 35    | 0      |
| 1991/92 | Tigres UANL                     | Meksyk    | Primera División   | 30    | 0      |
| 1992/93 | Tigres UANL                     | Meksyk    | Primera División   | 15    | 0      |
| 1993/94 | Tigres UANL                     | Meksyk    | Primera División   | 27    | 0      |
| 1994/95 | Racing Club de Avellaneda       | Argentyna | Primera División   | 2     | 0      |
| 1995/96 | Argentinos Juniors Buenos Aires | Argentyna | Primera División   | 18    | 0      |
| 1996/97 | Argentinos Juniors Buenos Aires | Argentyna | Primera B Nacional | 26    | 0      |
| 1997/98 | Boca Juniors                    | Argentyna | Primera División   | 0     | 0      |

## Kariera reprezentacyjna
Jedyny raz w reprezentacji Argentyny Lanari wystąpił 14 lipca 1991 w wygranym 3-2 meczu z Peru podczas turnieju Copa América, który Argentyna wygrała.